# Герман Воук все ще живий
«Герман Воук все ще живий» (англ. Herman Wouk is Still Alive) — оповідання американського письменника Стівена Кінга. Спочатку воно було опублікований у травневому номері журналу The Atlantic за 2011 рік.

## Сюжет
Давні подруги Бренда та Жасмін разом дітьми вирушають у подорож на орендованому Chevy Express після того, як Бренда виграє 2700 доларів у лотереї. По дорозі вони згадують своє важке дитинство та не менш важке життя. Тим часом Філ і Полін, двоє літніх поетів і колишніх коханців, прямують на поетичний фестиваль в Університет штату Мен. Вони зупиняються на місці відпочинку, щоб разом пообідати. Незабаром Бренда вирішує, що їх життя більше не варте того, щоб жити, а діти приречені на жалюгідне майбутнє. Навмисне, за згодою та заохоченням Жасмін вона на великій швидкості врізається фургоном у дерево біля Філа та Полін. Філ і Полін поспішають до уламків, але Бренда, Жасмін і всі їхні діти мертві. Коли перехожий запитує Поліну, що трапилося, вона нарешті запитує його: «Як це в біса виглядає?»

## Публікація
«Герман Воук все ще живий» виник як частина парі між Кінгом і його сином Оуеном під час чоловічого баскетбольного турніру NCAA Division I, у якому той хто програє мав написати історію на основі титулу, наданого переможцем. Оуен Кінг придумав назву після того, як прочитав у статті, що Герман Воук досі живий і пише, попри те, що йому було понад дев'яноста років. Кінг задумав цю історію після того, як прочитав про аварію на Таконік Стейт Парквей у 2009 році.
«Герман Воук все ще живий» було вперше опубліковано в The Atlantic у травні 2011 року.
У 2015 оповідання увійшло до авторської збірки Кінга «Ярмарок нічних жахіть».

## Відгуки
Роккі Вуд описав це оповідання словами: «Король, який ще раз показує, яке у нього ясне око для спостереження за суспільством» і «ще одну мейнстримну історію, яка ілюструє жах, який ховається в реальному житті».
Тім Лепчик описав це як «приємну та сумну історію».
Самого Германа Воука запитали про оповідання під час сесії запитань і відповідей, опублікованої як частина його роману «Законодавець» 2012 року; Воук сказав: «Я прочитав оповідання містера Кінга, і воно мені сподобалося».

## Нагороди та номінації
Оповідання виграло премію Брема Стокера у номінації «Найкраще оповідання» у 2012 році.